# 川添村 (秋田県)
川添村（かわぞえむら）は秋田県河辺郡にあった村。現在の秋田市南部、雄和地区北部の雄物川両岸、秋田空港の西側一帯にあたる。
旧・雄和町時代の町役場（現在の、秋田市雄和市民サービスセンター）が設置された地区に当たる。

## 地理
- 河川：雄物川

## 歴史
- 1889年（明治22年）4月1日 - 町村制の施行により、椿川村、田草川村、芝野新田村、下黒瀬村、平沢村、石田村、妙法村の区域をもって発足。
- 1957年（昭和32年）6月1日 - 雄和村に編入。同日川添村廃止。
- 1972年（昭和47年）4月1日 - 雄和村が町制施行して雄和町となる。
- 2005年（平成17年）1月11日 - 雄和町が秋田市に編入。

## 交通

### 空港
現在は旧村域に秋田空港が所在するが、当時は未開業。

## 教育
- 川添村立川添小学校